# Protar (Micromodelli Provini)

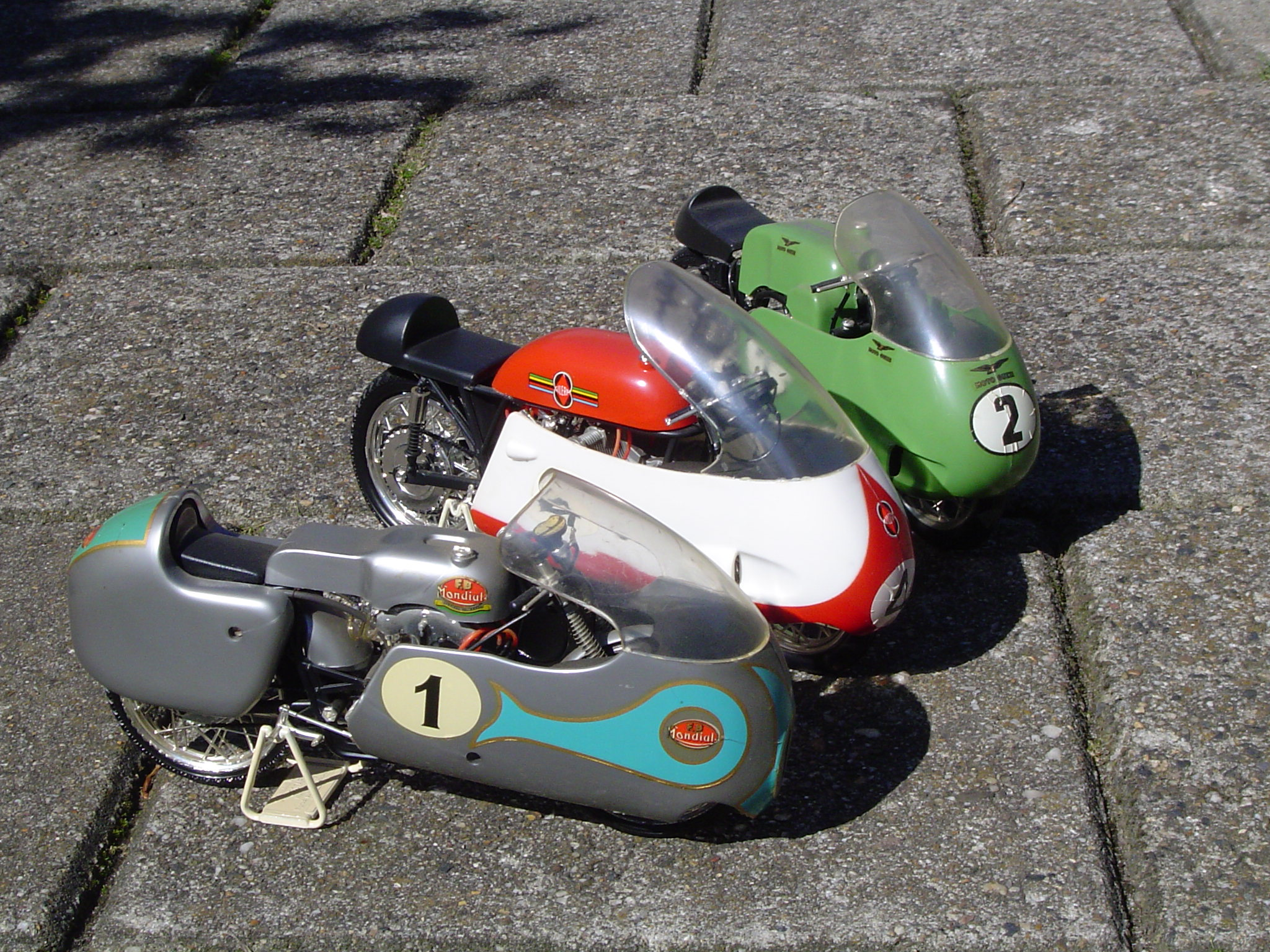
Protar modellen op schaal 1:9

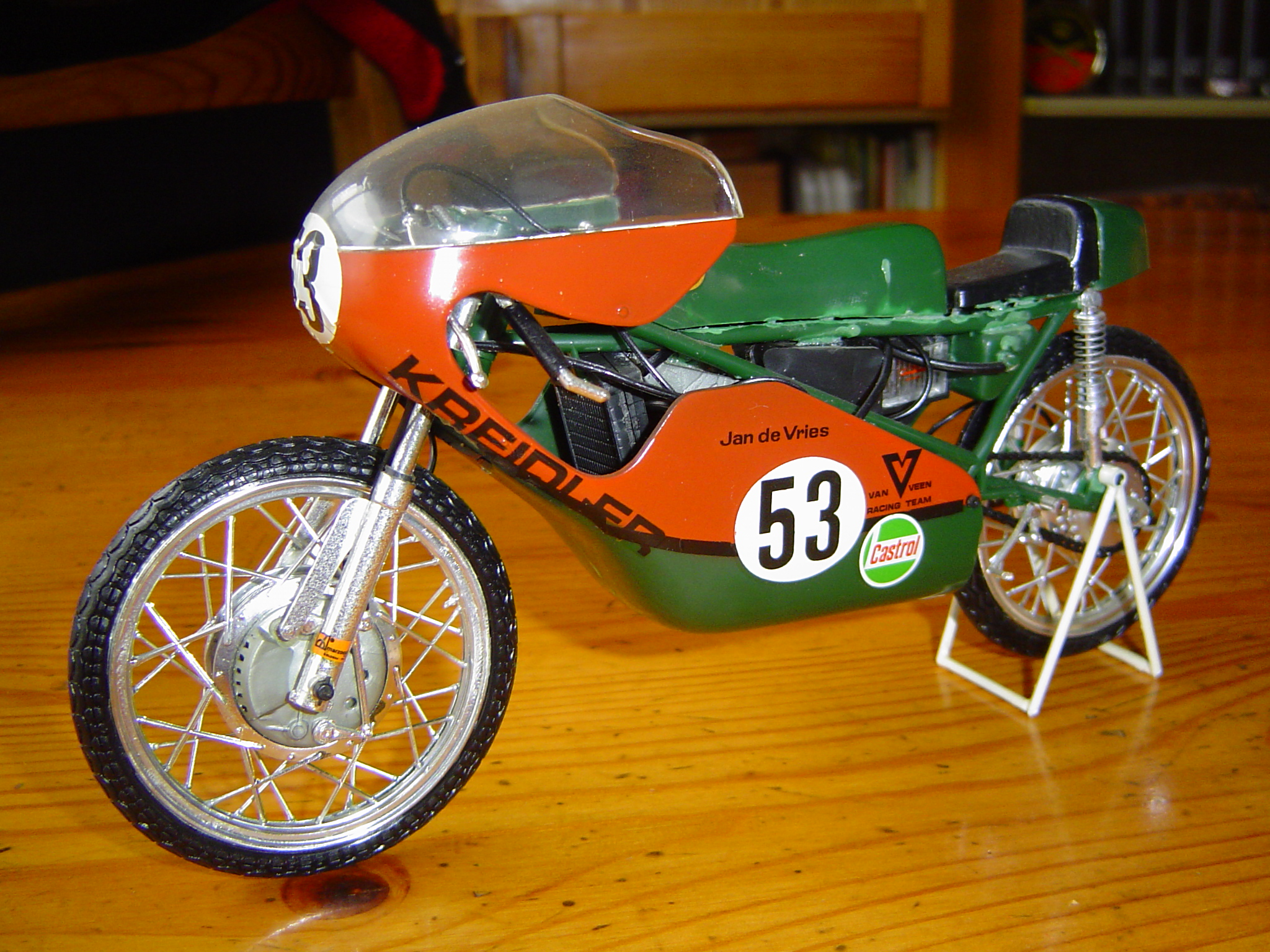
Van Veen Kreidler van de Nederlandse coureur Jan de Vries, schaal 1:9

Protar was sinds 1963 fabrikant van motorfiets- en auto bouwdozen en is tevens een historisch merk van motorfietsen.
Het Italiaanse merk Protar, eigendom van voormalig topcoureur Tarquinio Provini (overleden op 6 januari 2005), is vooral bekend van de prachtige bouwmodellen ( schaal 1:9) van vooral sportieve motorfietsen. 
In 1975 bracht Provini ook een aantal echte minibikes, kindermotortjes dus, uit. De motorblokjes waren 50 cc automaatjes van Franco Morini.
In de jaren negentig werden naast bouwmodellen ook kant en klare modellen uitgebracht. Verder had Protar een heel interessante collectie 1:12 bouwdozen voor Formule 1 bolides, voornamelijk Ferrari's, maar ook van Renault en McLaren. Sinds 2003 is Protar overgenomen door het eveneens in Bologna gevestigde Italeri. Vele vroeger uitgebrachte modellen zijn toen uit productie genomen.
De Nederlandse importeur (sinds 1965 Hobbimex b.v.) wist Provini zover te krijgen dat ook een aantal modellen van Nederlandse coureurs uitgebracht werden: de Van Veen Kreidler van wereldkampioen Jan de Vries, de Suzuki RG500 in de uitvoeringen van Wil Hartog ( 2 versies: Heron en Riemersma), Jack Middelburg en Henk de Vries en de Yamaha 500 IMN racer van Boet van Dulmen en Jack Middelburg.

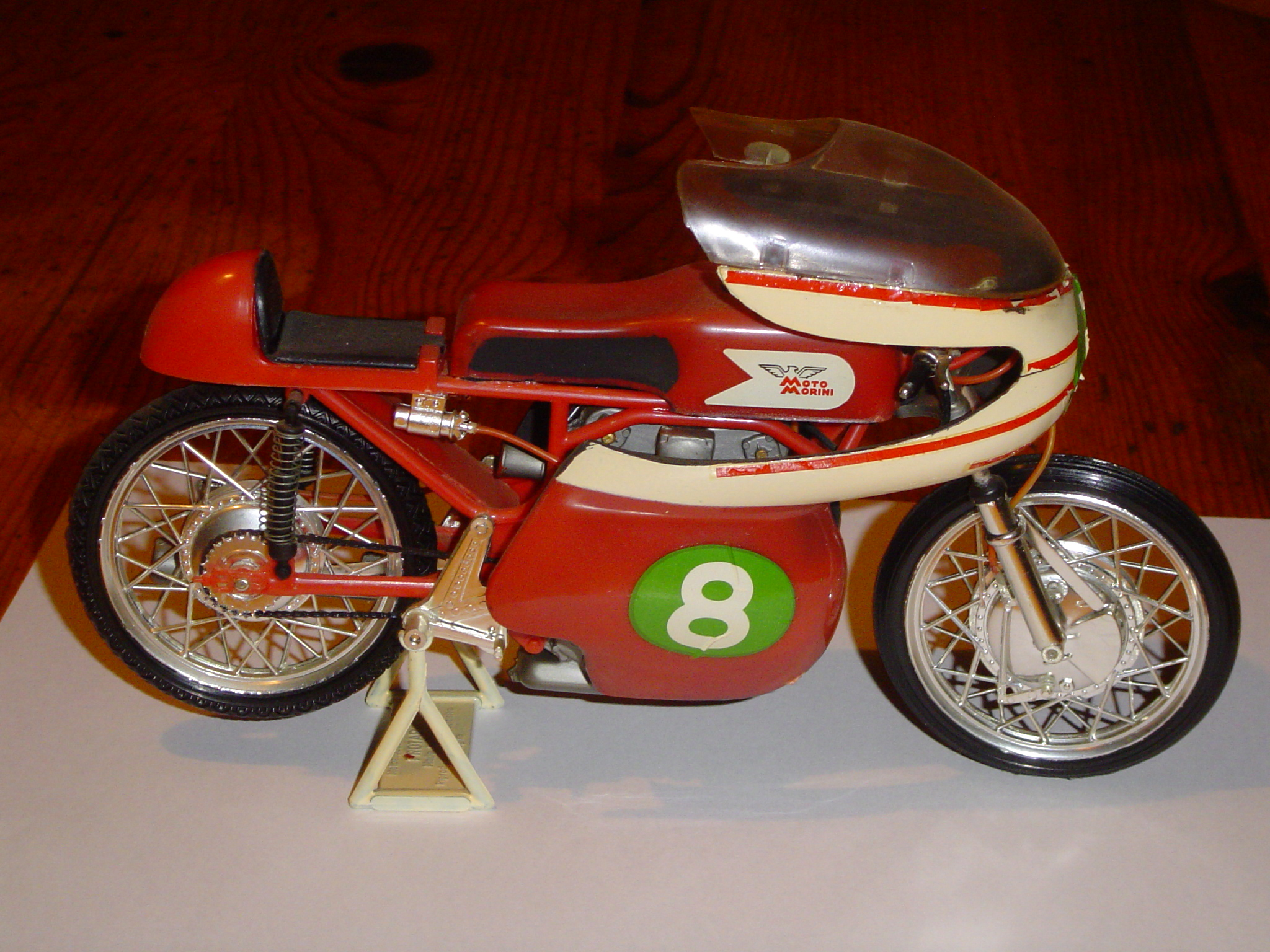
Provini's 250 Morini GP-racer